# Amandola
Amandola é uma comuna italiana da região das Marcas, província de Fermo, com cerca de 3.965 habitantes. Estende-se por uma área de 69 km², tendo uma densidade populacional de 57 hab/km². Faz fronteira com Comunanza (AP), Gualdo (MC), Monte San Martino (MC), Montefalcone Appennino, Montefortino, Penna San Giovanni (MC), Sarnano (MC), Smerillo.

## Demografia
| Variação demográfica do município entre 1861 e 2011                               |
|                                                                                   |
| Fonte: Istituto Nazionale di Statistica (ISTAT) - Elaboração gráfica da Wikipedia |